# Saga Sahara
Saga Sahara ist ein Stadtviertel (französisch: quartier) im Arrondissement Niamey IV der Stadt Niamey in Niger.

## Geographie
Saga Sahara befindet sich im Süden des urbanen Gemeindegebiets von Niamey. Es grenzt im Südwesten an die alte Siedlung Saga und im Nordosten an das Stadtviertel Pays Bas-Tondi Gammé. Saga Sahara liegt in einem Tafelland mit einer weniger als 2,5 Meter tiefen Sandschicht, wodurch nur eine begrenzte Einsickerung möglich ist.

## Geschichte
Saga Sahara entstand an der Wende vom 20. zum 21. Jahrhundert als Erweiterung von Saga. Im Jahr 2007 wurde auf lokale Initiative hin ein Markt im Stadtviertel gegründet – der einzige in der weiteren Umgebung –, der jedoch nicht zuletzt aufgrund infrastruktureller Probleme nicht lange Bestand hatte.

## Bevölkerung
Bei der Volkszählung 2012 hatte Saga Sahara 2439 Einwohner, die in 387 Haushalten lebten.